# 岡佳奈
岡 佳奈（おか かな、1975年1月30日 - ）は、日本のフリーアナウンサー（元RKB毎日放送、元RCC中国放送）。高松市（旧：香川県木田郡牟礼町）出身。

## 経歴
高松第一高等学校を経て神奈川大学外国語学部中国語学科を卒業後、1998年にRKB毎日放送に入社。1999年からは、当時の若手女子アナ4人によるオリジナルユニット「ピーチーズ」のメンバーとしても活躍。2003年、結婚を機に退社。
RKB退社後、1年のブランクを経て2004年にRCC中国放送に入社し、2006年3月31日で退社。
その後、出産を経験したこともあり表舞台には出ていなかったが、2009年4月から広島ホームテレビの平日夕方の生活情報番組『HOME Jステーション』内の一コーナー「地球派宣言」を担当することになった。2010年8月より4年ぶりにRCCテレビの『Eタウン』に出演。神足裕司とは 『コータリン・アルファー』以来の約5年ぶりの共演となった。更に2010年10月からは二度目の出産・育児休暇に入る田口麻衣に代わってRCCラジオ『一文字弥太郎の週末ナチュラリスト 朝ナマ!』のアシスタントに就いた。
一児の母。

## 担当番組

### RKBアナウンサー時代
テレビ
- 夕方どんどん
- ピーチーズの@お気に入り
- Momo-Can Do!

ラジオ
- 坂口卓司はだか一貫!弐拾貫!　火曜日

### RCCアナウンサー時代
テレビ
- RCCイブニングワイド（2005年4月 - 2006年3月）
- 鯉に恋して55年!新春ジャンボカープクイズ選手権
- 木金ウォッチ!ひろしま（2004年4月 - 2005年3月）

ラジオ
- コータリン・アルファー（2004年5月 - 2005年6月、吉田幸アナウンサーの産休代理として出演）

### フリーアナウンサー時代
テレビ
- HOME Jステーション内「地球派宣言」 - （HOME・2009年4月 - ）
- Eタウン（RCC・2010年8月 -2014年9月）
- よくばりアリス（2017年 - 2019年9月13日、広島テレビ） ナレーション
- カープ日本一TV 2018～夢の日本一へ決意の書初め!～（2018年1月1日、RCCテレビ）ナレーション
  - カープ日本一TV 2019 〜THE 絆〜（2019年1月1日、RCCテレビ） ナレーション
- アンテナショップ発掘バラエティ ニッポン全国ご当地食材アレンジャー（2018年8月18日、広島テレビ）ナレーション
- クイズで学芸員の情熱に迫る!謎解き!ひろしま美術館（2020年2月24日、RCCテレビ）ナビゲーター

ラジオ
- 一文字弥太郎の週末ナチュラリスト 朝ナマ!（2010年10月 - 2022年3月、当初は田口麻衣アナウンサーの産休代理だったが、復職後も継続して出演）
- 日々感謝。ヒビカン（2012年4月 - 2014年9月、月曜・火曜担当）
- 週末ナチュラリスト（2022年4月 - ）